# Håstrup Sogn
Håstrup Sogn ist eine Kirchspielsgemeinde (dän.: Sogn)
auf der Insel Fyn (dt.: Fünen) im südlichen Dänemark.
Bis 1970 gehörte sie zur Harde Sallinge Herred im damaligen Svendborg Amt, danach zur Faaborg Kommune im
Fyns Amt, die im Zuge der  Kommunalreform zum 1. Januar 2007 in der
Faaborg-Midtfyn Kommune in der Region Syddanmark aufgegangen ist.
Im Kirchspiel leben 567 Einwohner, davon 332 im Kirchdorf (Stand: 1. Januar 2023).

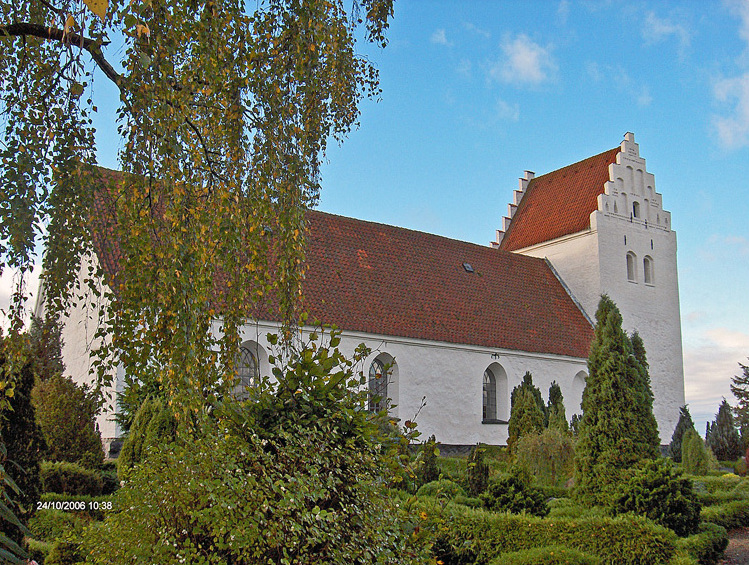
Håstrup kirke

Im Kirchspiel liegt die Kirche „Håstrup Kirke“.
Nachbargemeinden sind im Nordosten Vester Hæsinge Sogn und im Süden Svanninge Sogn, ferner in der nordwestlich benachbarten Assens Kommune Jordløse Sogn.